# Xã Red Hill, Quận Ouachita, Arkansas
Xã Red Hill (tiếng Anh: Red Hill Township) là một xã thuộc quận Ouachita, tiểu bang Arkansas, Hoa Kỳ. Năm 2010, dân số của xã này là 790 người.